# Shas
Shas (hebreiska: ש"ס) är ett religiöst konservativt parti i Israel. Det har traditionellt haft sin bas bland ultraortodoxa harediska väljare. Namnet är en förkortning för Världsorganisationen av sefardiska Torahföljare (hebreiska: התאחדות הספרדים העולמית שומרי תורה). 

## Historia
Partiet bildades 1984 av rabbinerna Shakh och Ovadia Yosef och hade sina rötter i det regionala partiet Reshimot, bildat 1983.
I valet 2004 tappade man väljarstöd efter en skandal där den förre partiledaren Aryeh Deri dömdes och fängslades för mutbrott. Partiets andlige ledare Ovadia Yosef tog avstånd från Deri och ersatte honom med Eli Yishai på partiledarposten, medan många av partiets väljare såg Deri som ett oskyldigt offer för politisk häxjakt. I parlamentsvalet 2013 vann partiet 11 mandat och valde att gå i opposition med Arbetarpartiet.

## Politisk plattform
Shas slåss för statligt stöd till religiösa institutioner, för lagliga restriktioner när det gäller sabbatsvila och andra föreskrifter ur Torah samt för sociala reformer. Man motsätter sig planerna på att införa värnplikt för harediska judar som idag är undantagna om de istället väljer religiösa studier. Partiet förespråkar en stat baserad på halakha, judisk religiös lag, och uppmuntrar sekulära judar att anamma den harediska livsstilen. Öppen homosexualitet fördöms och partimedlemmar har gjort kontroversiella uttalanden om homosexuella i Israel.
I Israel-Palestina-konflikten har man haft en mer pragmatisk hållning, vilket gjort det möjligt för Shas att ofta spela en vågmästarroll i Knesset. På senare år har partiet dock blivit mer hårdfört och motsätter sig numer alla former av byggstopp för Israels bosättningar på Västbanken.

## Regeringsmedverkan
I den koalitionsregering, under Ehud Olmert, som installerades den 4 maj 2006 har Shas tilldelats två departement:
- Partiledaren Eli Yishai är näringslivsminister
- Ariel Atias är kommunikationsminister

Partiet har även två ministrar utan portfölj:
- Meshulam Nahari
- Yitzhak Cohen